# الکادر (آیووا)
الکادر (به انگلیسی: Elkader) شهری در ایالت آیووا کشور ایالات متحده آمریکا است که جمعیت آن در سرشماری سال ۲۰۱۰ میلادی، ۱٬۲۷۳ نفر بوده‌است.